# Escondeaux
Escondeaux – miejscowość i gmina we Francji, w regionie Oksytania, w departamencie Pireneje Wysokie.
Według danych na rok 1990 gminę zamieszkiwały 213 osoby, a gęstość zaludnienia wynosiła 56 osób/km² (wśród 3020 gmin regionu Midi-Pireneje Escondeaux plasuje się na 850. miejscu pod względem liczby ludności, natomiast pod względem powierzchni na miejscu 1586.).